# PayPal
PayPal (с англ. — «приятель, помогающий расплатиться») — крупнейшая дебетовая электронная платёжная система. Позволяет клиентам оплачивать счета и покупки, отправлять и принимать денежные переводы. С октября 2002 года является подразделением компании eBay. С 20 июля 2015 года акции PayPal и eBay продаются на рынке отдельно. В 2015 году стоимость отделившейся компании PayPal на фондовом рынке оценивалась выше, чем стоимость её прежней материнской компании.
По состоянию на 2017 год PayPal работает в 202 странах (хотя не во всех предоставляется полный набор услуг), имеет более 200 млн зарегистрированных пользователей, работает с 25 национальными валютами. 

## История
PayPal создана в 1998 году компанией Confinity, основателями которой были Макс Левчин и Питер Тиль.
Компания PayPal Inc. основана в марте 2000 года в результате слияния двух компаний — компании Confinity и основанной Илоном Маском финансовой компании X.com. В первые же месяцы существования компания начала обслуживать электронные аукционы, так, к апрелю 1998 года более 1 млн аукционов на eBay предлагали оплату посредством платёжной системы PayPal.
В октябре 2002 года компания PayPal была поглощена корпорацией eBay, с этого момента с помощью PayPal осуществляется более 50 % сделок аукциона eBay. Большинство главных конкурентов PayPal закрыто или продано.
На начало 2012 года PayPal работает в 190 странах. На сентябрь 2011 года в PayPal использовалось 24 вида мировой валюты. В начале 2015 года eBay и PayPal стали разными компаниями.
24 июня 2013 года PayPal по невыясненной причине начислила американцу Крису Рейнолдсу сумму в 92 233 720 368 547 800 долларов, что равно половине максимального значения знакового целочисленного 64-битного типа данных (64-я степень 2, делённая пополам). Таким образом, на несколько часов он стал богаче самого богатого человека в мире более чем в миллион раз.
В 2015 году PayPal запустил сервис PayPal.me, который позволяет создавать личные страницы для приёма платежей.
В августе 2017 года PayPal выкупил компанию в сфере онлайн-кредитования — Swift Financial, которая является ведущим провайдером в сфере онлайн-кредитования для малого бизнеса в США. Такое приобретение позволит PayPal выдавать долгосрочные кредиты до 500 тыс. долларов своим продавцам. PayPal также будет использовать данные Swift Finanсial для оформления кредитов новых пользователей системы.
Подразделение PayPal Working Capital осуществляет услуги кредитования малому бизнесу c 2013 года. Кредиты выдаются в размере до 125 тыс. долларов. Уровень кредитоспособности компания подсчитывает на основе обработанных ранее платежей заёмщика. С момента запуска кредитования PayPal выдала кредитов в сумме более 3 млрд долларов для 115 тыс. малых предприятий.
16 августа 2017 года стало известно о заключении сделки между PayPal и британским технологическим стартапом Thyngs. Последний занимается мобильными платежами, а технология Thyngs позволяет пользователям подносить телефон к наклейкам на различных объектах для получения информации с помощью QR-кодов, NFC, Bluetooth, а также осуществлять платежи.
В результате объединения компаний PayPal получит свою платформу для бесконтактных платежей, а Thyngs получит доступ к 200-миллионной клиентской базе PayPal.
В августе 2023 года компания PayPal объявила о запуске «стабильной монеты» PayPal USD. Эмитентом выступила инфраструктурная компания Paxos. PayPal USD создан на блокчейне Ethereum по стандарту ERC-20.

## Офисы
Штаб-квартира PayPal находится в Сан-Хосе, Калифорния, в кампусе North First Street. Операционный центр компании был открыт в 1999 году и расположен в Омахе, штат Небраска. В 2006 году PayPal открыла технологический центр в Скотсдейле, штат Аризона, и центр разработки программного обеспечения в Ченнае (Индия) в 2007 году. С июля 2007 года PayPal работает в Европейском союзе в качестве банка в Люксембурге. Европейская штаб-квартира PayPal находится в Люксембурге, а международная штаб-квартира — в Сингапуре. В октябре 2007 года PayPal открыл офис службы данных на северной стороне Остина, штат Техас, а также открыл второй операционный центр в Ла-Висте, штат Небраска, в том же году. В 2011 году они присоединились к аналогичным операциям поддержки клиентов, расположенным в Берлине, Германия; Чандлере, Аризона; Дублине, Ирландия; Омахе, Небраска и Шанхае, Китай; PayPal открыл второй центр поддержки клиентов в Куала-Лумпуре, Малайзия, и начал процесс найма.

## PayPal в разных регионах мира
PayPal могут использовать жители более 200 стран и регионов мира. В разных странах разные условия.

### Япония
В конце марта 2010 года новые японские банковские правила вынудили PayPal Japan приостановить возможность пересылки денег между физическими лицами, зарегистрированными в Японии. В результате теперь владельцы аккаунтов PayPal в Японии могут совершать только бизнес-транзакции (покупка-продажа и так далее).

### Индия
С марта 2011 года PayPal внесла изменения в Пользовательское соглашение для индийских пользователей, чтобы соответствовать правилам Резервного банка Индии. С 14 октября 2011 года лимит на транзакцию был установлен в размере 3000 долларов США. Однако 29 июля 2013 года PayPal увеличила лимит на каждую транзакцию до 10 000 долларов США. Это привело лимиты на транзакцию для Индии в соответствие с ограничениями, введёнными PayPal в большинстве других стран. Для пользователей отсутствует возможность хранить деньги на счетах PayPal; после отправки или получения средства будут списаны с карты мгновенно или, в случае получения, автоматически зачислены на банковский счёт, подтверждённый в PayPal — так называемая система PayPal Zero (кроме Индии, работает ещё в 17 странах).
PayPal отключила отправку и получение личных платежей в Индии, тем самым вынудив всех получателей платить комиссию за транзакцию.
PayPal планирует превратить Индию в инкубационный центр для внедрения политики вовлечения сотрудников компании. В 2012 году PayPal наняла 120 сотрудников для своих офисов в Ченнаи и Бангалоре.
8 ноября 2017 года PayPal запустила внутренние операции под управлением PayPal Payments Private Limited и теперь предоставляет цифровые платежные решения для продавцов и клиентов в Индии. С 2020 года Paypal поддерживает отечественную карточную систему RuPay и планирует дальнейшую интеграцию Единого платежного интерфейса (UPI) в сотрудничестве с Национальной платежной корпорацией Индии (NPCI). В настоящее время PayPal располагает крупнейшей глобальной командой инженеров в Индии за пределами США, которая работает в Бангалоре, Ченнаи и Хайдарабаде.

### Шри-Ланка
В январе 2017 года команда PayPal планировала посетить Шри-Ланку в середине января, чтобы восстановить связи. В Шри-Ланке с 2021 года PayPal можно использовать только для отправки денег.

### Пакистан
В Пакистане пользователи могут воспользоваться сервисом денежных переводов Xoom, принадлежащим PayPal. В октябре 2018 года правительство Пакистана использовало Xoom для краудсорсинга средств на строительство двух плотин.

### Турция
Спустя восемь лет после того, как компания впервые начала работать в стране, Paypal прекратила свою деятельность в Турции 6 июня 2016 года, когда турецкий финансовый регулятор BDDK отказал ей в платёжной лицензии. Регулирующие органы потребовали, чтобы центры обработки данных Paypal находились внутри Турции, чтобы облегчить соблюдение правительственных и судебных распоряжений о блокировании контента и отслеживании налоговых поступлений. PayPal заявил, что закрытие затронет десятки тысяч предприятий и сотни тысяч потребителей в Турции.

### Израиль и Палестинские территории
PayPal доступен в Израиле, но недоступен на палестинских территориях. Палестинцы, работающие на Западном берегу или в Газе, также не могут пользоваться PayPal, но израильтяне, проживающие в поселениях на Западном берегу, могут. Это несоответствие побудило некоторые технологические компании искать методы изменения политики PayPal.

### Украина
До марта 2022 года жители Украины могли использовать PayPal только в следующем порядке: вводить средства на счёт можно, а выводить или снимать — нельзя, это так называемая система Send only, которая работает в общей сложности в 96 странах. Причина такого ограничения — лимиты со стороны правительств данных государств. 17 марта 2022 года на фоне вторжения России на Украину система заработала полноценно. Граждане Украины теперь имеют возможность совершать P2P-платежи и выводить деньги со счета PayPal на карты украинских банков, привязанные к личному аккаунту.

### Крым
В январе 2015 года PayPal прекратил свою деятельность в Крыму в соответствии с санкциями против России и Крыма.

### Россия
Для российских пользователей PayPal возможность приёма платежей на счёт появилась в октябре 2011 года. Вывод средств со счёта для российских пользователей был возможен на счета в российских банках. В 2012 году для наибольшего охвата клиентов и предоставления качественных услуг компания PayPal предложила сотрудничество «Почте России».
9 июля 2020 года PayPal заявила, что прекратит внутренние переводы в России с 31 июля. «Мы будем поддерживать только международные платежи: вы сможете использовать услуги PayPal в обычном режиме, но только для осуществления платежей зарубежным пользователям PayPal и для получения платежей от зарубежных пользователей PayPal. Вы не сможете отправлять <платежи> пользователям PayPal в России или получать платежи от пользователей PayPal в России» — сообщил в компании.
5 марта 2022 года PayPal заявила о приостановке работы в России.
18 марта 2022 года PayPal заблокировал все счета россиян в платёжной системе.

### Беларусь
Жители Беларуси могут использовать PayPal лишь для отправки средств. Такое ограничение существует с июня 2014 года, когда PayPal официально пришёл в Беларусь.

### Китай
В июле 2017 года PayPal объявила о партнёрстве с Baidu, которое позволит 100 миллионам пользователей мобильных кошельков китайской компании осуществлять платежи 17 миллионам продавцов PayPal через сервис Baidu.

### Кения
В 2018 году PayPal и Safaricom объединили усилия, чтобы позволить кенийцам совершать транзакции MPESA, используя сервис мобильных платежей Safaricom.

### Индонезия
30 июля 2022 года Kominfo заблокировал PayPal за пропуск крайнего срока регистрации в качестве оператора электронных услуг в Банке Индонезии или Управлении финансовых услуг, как того требуют новые правила лицензирования. Это привело к тому, что пользователи PayPal в Индонезии не могли получить доступ к своим средствам, хранящимся в PayPal, до тех пор, пока Kominfo временно не разблокировал сервис на 5 дней, чтобы пользователи могли вывести свои деньги. PayPal был полностью разблокирован 3 августа 2022 года после регистрации в качестве оператора электронных систем в соответствии с новыми правилами.

## PayPal Here
В марте 2012 года PayPal представила новое устройство под названием PayPal Here, которое позволит рассчитываться посредством кредитной карты через мобильный телефон. Поддерживается на iPhone и ОС Android.
PayPal Here представляет собой кардридер — синий треугольник небольшого размера, который присоединяется к телефону через вход для наушников. Нововведение ориентировано в первую очередь на представителей малого бизнеса и мелких розничных торговцев. Платёжная система будет взимать комиссию в размере 2,7 процента от суммы платежа. Кроме того, компания предоставляет дебетовую карту, на которую будет возвращаться один процент от транзакции. Таким образом, комиссию удастся снизить до 1,7 процента.

## Юридический статус платежной системы
В Соединённых Штатах PayPal лицензирован в качестве финансовой организации, занимающейся денежными переводами. И хотя PayPal не называется банком, так как не участвует в Системе страхования вкладов, компания обязана соблюдать законы и правила для финансовых учреждений. Кроме того, для получения дополнительной прибыли PayPal хранит не потраченные пользователями средства в банках на депозитных счетах.
В Австралии в 2006 году PayPal получил лицензию на ссудо-сберегательную деятельность, что сделало его субъектом австралийского банковского законодательства.
В 2007 году PayPal получил банковскую лицензию в Люксембурге, что дало право заниматься банковской деятельностью на территории всего Евросоюза и обязательство соблюдать законы и правила Комиссии по надзору за финансовым сектором. В декабре 2022 компания также получила в Люксембурге разрешение на операции с криптовалютами. 
13 марта 2013 года Центральный банк России одобрил заявку PayPal на получение лицензии небанковской кредитной организации (то есть платежной системы) и 14 мая 2013 года ООО НКО «ПэйПал РУ» получил лицензию ЦБ РФ 3517-К, что впоследствии позволило российским клиентам выводить денежные средства из PayPal на рублевые счета российских банков.

## Использование
Платежи осуществляются через защищённое соединение после введения e-mail и пароля, указанных для подтверждения учётной записи. В состав учётной записи входит адрес, по которому будут доставляться покупки. Пользователи PayPal могут переводить деньги друг другу.
Подтверждение учётной записи включает в себя процедуру списания небольшой суммы денег (обычно чуть меньше двух долларов — 1,95 $) с карты пользователя с указанием четырёхзначного кода в деталях платежа, который необходимо сообщить PayPal. Это действие подтверждает идентичность владельца карты, имеющего доступ к истории платежей своей карты. После подтверждения деньги переводятся на баланс учётной записи PayPal.
Использование PayPal для покупателей осуществляется на бесплатной основе: регистрация в системе бесплатна, за отправление денежных средств комиссия с отправителя не снимается. Комиссия взимается с получателя платежа. Её размер зависит от страны отправления платежа и страны принимающего платёж пользователя, а также его статуса. PayPal также получает доход за счёт разницы курса валют, когда сам конвертирует деньги. Переводы денег на счета банков возможны только в местной валюте.
В случае оплаты на eBay покупок, подлежащих доставке, деньги не поступают на счёт продавца до тех пор, пока покупатель не подтвердит факт доставки (действует только для товаров eBay дороже 10 USD) либо не истечёт время открытия спора со стороны покупателя (21 день). В течение 45 дней с момента осуществления платежа покупатель имеет возможность открыть спор в случае, если доставленный товар отличается от заказанного либо доставка не осуществилась. Если покупатель и продавец не смогли прийти к обоюдному согласию, спор можно перевести в претензию. Претензия может быть размещена в течение 20 календарных дней с даты открытия спора. Если PayPal принимает решение в пользу покупателя, ему возвращается стоимость покупки, в ряде случаев также возмещаются затраты на доставку.

## Комиссии
До официального выхода на российский рынок в сентябре 2013 и введения валюты RUB комиссия для перевода по России в долларах США средств составляла 3,4 % + 0,30 USD. Такой же тариф в настоящее время действует на Украине, в Республике Беларусь и Республике Молдова после запуска PayPal в этих странах. В России с сентября 2013 платежи в любой валюте, отличной от RUB, между счетами PayPal, зарегистрированными в России, запрещены. В настоящее время (2021 год) платежи по России (между получателем и отправителем счетов, оба из которых зарегистрированы в России) запрещены. Ранее действовала комиссия 3,9 % + 10 RUB. Внешние платежи из России, Украины, Республики Беларусь и Республики Молдова разрешены в любой валюте.
Для России конвертация USD и любой другой валюты при её выводе в виде рублей на российский банковский счёт или при автоматической конвертации в рубли при получении денег (если так настроил пользователь) облагается комиссией от 4,0 до 4,8 % к текущему рыночному курсу на момент заявки.
Комиссия конвертации (кросс-курс) при оплате или переводе денег в валюте, отличной от валюты платежа (конвертация рублей в USD, например), составляет 4,0 % к рыночному курсу и применяется автоматически в момент оплаты картой или балансом счёта. Вывод рублей на банковский счёт в явном виде, однако, бесплатен.
Платежи на российские банковские счета приходят от московского филиала «Дойче банка» в течение 3—7 рабочих дней (в среднем это происходит не более чем за 24 часа, в 12-13 часов по Московскому времени в рабочие дни). Если вы переводите в пятницу утром, то деньги на счёте будут днём в понедельник. Это наихудший вариант событий.
Процент комиссии может быть уменьшен для продавцов с оборотом более 3000 долларов в месяц. Минимально возможная комиссия — 2,4 % и может быть получена при оборотах в 100 000 долл./мес.
Сводная таблица стандартных комиссий PayPal при приёме платежей из разных регионов мира для счетов, зарегистрированных в России. Основная валюта счёта — доллар США.
| Размер комиссии  | Регион мира                                                            |
| ---------------- | ---------------------------------------------------------------------- |
| 3,9 % + 10 RUB   | Россия (только рубли); с июля 2020 внутрироссийские платежи невозможны |
| 4,3 % + 0,30 USD | Скандинавия                                                            |
| 4,4 % + 0,30 USD | Западная Европа, США, Канада                                           |
| 4,9 % + 0,30 USD | Восточная Европа                                                       |
| 5,4 % + 0,30 USD | Весь остальной мир (кроме стран из регионов выше)                      |

Размер дополнительной фиксированной комиссии (например: 0,30 USD, 0,35 EUR, 0,20 GBP, 40 JPY, 10 RUB и т. д.) зависит от валюты платежа и для каждой валюты различен. А процент зависит от страны или региона мира в классификации PayPal, откуда поступил платёж. Все существующие регионы миры в классификации PayPal представлены в таблице выше. В классификации PayPal обозначают страны Западной Европы как Europe I и Восточной как Europe II. Поэтому более конкретный перечень этих стран лучше уточнить непосредственно на сайте PayPal.
Это важно при продажах на eBay, где к стандартной комиссии самого аукциона (12 % с 1 января 2019, и 11,8 % до этого, в связи с повышением НДС в России с 18 до 20 %), добавляется комиссия PayPal.
Таким образом, максимально возможная совокупная комиссия аукциона eBay с использованием PayPal при продажах на весь мир для российских счетов составляет:
12 % (eBay) + 10,4 % (5,4 % PayPal-перевод из США в Россию + 1 % за коммерческое использование + 4 % комиссия за конвертацию в рубли) = 22,4 % + 0,30 USD
При покупке на сумму 3 USD: общая комиссия составит 0,972 USD (32,4 %) — в рублях останется 2,028 USD или 67,6 % от первоначальной суммы.
При покупке на сумму 10 USD: общая комиссия составит 2,54 USD (25,4 %) — в рублях останется 7,46 USD или 74,6 % от первоначальной суммы.
При покупке на сумму 30 USD: общая комиссия составит 7,02 USD (23,4 %) — в рублях останется 22,98 USD или 76,6 % от первоначальной суммы.
При покупке на сумму 100 USD: общая комиссия составит 22,7 USD (22,7 %) — в рублях останется 77,3 USD или 77,3 % от первоначальной суммы.
При покупке на сумму 300 USD: общая комиссия составит 67,5 USD (22,5 %) — в рублях останется 232,5 USD или 77,5 % от первоначальной суммы.
И далее остаток приближается снизу к 77,6 %, но никогда не пересекает этой границы (комиссия 22,4 %).
Пример: покупка 10 USD, курс 66,6 рубля/USD. Для скорости можно считать, что вы получите рубли по курсу 1 USD = 66,6 * 0,746 = ~50 рублей.
Внутри России начиная с 25 мая 2018 года переводы перестали быть бесплатными и снимается комиссия как «для стран остального мира», то есть 5,4 % + 0,30 USD.
На сегодняшний день (февраль 2019 года) комиссия PayPal — самая большая среди всех распространённых платёжных систем в мире. eBay в 2018 году начал процесс перехода с PayPal на сервисы Adyen, который завершится в середине 2020-х годов, и с июля 2021 новые открывающиеся счета продавца на eBay уже не могут привязывать счета PayPal.
С 1 августа 2021 года, eBay начал принудительный переход всех продавцов на платёжную систему Payoneer, которая также, как и PayPal, запрещена в России, по одному указу президента В.В. Путина от декабря 2020, вступившего в силу с 1 июня 2021.

## Критика
В октябре 2011 разработчики децентрализованной социальной сети Diaspora анонсировали кампанию по сбору средств. За несколько дней было собрано более 45 000 долларов, но PayPal без каких-либо объяснений заморозил аккаунт Диаспоры. 12 ноября 2011 года основной разработчик Илья Житомирский был найден мёртвым в своём доме. После большого количества жалоб и угрозы судебного преследования аккаунт с извинениями был разморожен, однако никаких объяснений так и не последовало.
В мае 2014 года PayPal заблокировал счёт проекта «Росузник», который занимался защитой активистов, задержанных на политических акциях. В твиттере проекта сообщалось: «Позвонил PayPal, объяснил, что закрывает наш кошелёк, так как не хочет иметь рисков, связанных с нашей деятельностью».
14 мая 2014 года уроженец Астрахани Анвер Курмашев получил от платёжной системы 7000 рублей, присуждённых ему Кировским районным судом города Астраханив качестве компенсации за моральные страдания. Ещё 4000 рублей платёжная система выплатила в качестве госпошлины в доход бюджета Астрахани.
14 мая 2015 года активист движения «Солидарность» Всеволод Чагаев сообщил в своём твиттере о том, что PayPal заблокировал его счёт, предназначенный для сбора средств на печать доклада Путин. Война. Платёжная система объяснила свою позицию тем, что она «не предоставляет возможности пользоваться своей системой для сбора пожертвований на деятельность политических партий и политические цели в России» вопреки тому, что её правила пользования не упоминают явно сбора средств для политических партий или политических целей.
В апреле 2015 года PayPal прекратила обслуживание жителей улиц Москвы, чьи названия производны от крымских топонимов. Позднее в компании была проведена проверка фильтров топонимов и санкции с москвичей были сняты.